# 후인정
후인정(侯寅廷, 1974년 4월 19일~)은 혹은 허우인팅(중국어: 侯寅廷, 병음: Hòu Yíntíng)은 대한민국의 배구 선수, 지도자이다. 前 KB손해보험 스타즈의 감독을 맡고 있다.
본래 중화민국 국적이었지만 경기대학교 재학 중 1995년 대한민국으로 귀화했으며, 결혼 후 슬하에 1남을 두고 있다.

## 선수 시절
후인정은 아버지 후국기가 실업 배구 선수로 활약하던 시절인 1974년 4월 19일 경기도 수원시에서 태어나 아버지의 고향인 충청남도 논산군 강경읍에서 어린 시절을 보냈다. 그의 집안은 원래 중화민국 국적의 한국 화교였다. 할아버지 후배항이 1920년대 중국 산둥성에서 한반도로 건너와서 충청남도 논산군 강경면 대흥리에 중화음식점을 차렸다. 아버지 후국기는 강경상업고등학교 재학 시절 배구를 시작하였고, 1970년대 실업 팀 금성통신에서 선수로 활동한 후 실업 팀 선경(이후 SK케미칼로 개칭)의 감독을 지냈다. 아버지 후국기는 부친인 후배항의 반대로 귀화하지 못하여 대한민국 대표팀 대신 중화 타이베이 국가대표팀 선수로 뛰었고, 대한민국 국가대표의 꿈을 이루기 위해 아들인 후인정을 1995년에 귀화시켰다. 후인정은 대한민국으로 귀화하면서, 당시 재학 중이었던 경기대학교 대학 본관의 소재지인 경기도 수원시를 본관으로 삼아 수원 후씨의 시조가 되었다.
서울 인창중학교와 인창고등학교를 거쳐 경기대학교를 졸업하고 1996년 현대자동차서비스 배구단 (현재 천안 현대캐피탈 스카이워커스)에 입단했으나, 1996~1997 슈퍼리그부터 9회 연속 우승을 차지한 대전 삼성화재 블루팡스의 같은 포지션에서 뛰던 김세진에게 밀려 2인자 꼬리표를 달고 다녀야 했다. 하지만 소속 팀 천안 현대캐피탈 스카이워커스가 프로 출범 원년인 2005년 정규리그에서 우승을 차지하면서 MVP로 후인정이 선정되었고, 2005~2006 시즌과 2006~2007 시즌에는 2년 연속 챔피언 결정전 우승을 차지하면서 우승의 한을 풀었다.
2009년 12월 2일 NH농협 2009~2010 V-리그 신협상무와의 경기에서 팀의 통산 2,000번째 블로킹을 성공시키는 행운의 주인공이 되었다.
V-리그 2012-13 시즌이 끝나고 FA 자격을 얻었지만, 팀과 재계약에 실패해 은퇴 공시되었다. 이후 신영철 감독이 영입을 타진하여 수원 한국전력 빅스톰으로 이적하며 코트로 돌아왔다.
V-리그 2015-16 시즌 전반기가 끝나고 한국전력에서 대한항공과의 2:1 트레이드로 선수보유 수를 초과하자 2016년에 현역 은퇴를 선언하며 트레이너로 활동하게 되었다. 신임 주장은 서재덕이다.

## 은퇴 후
2017년까지 수원 한국전력 빅스톰에서 코치로 활동한 그는 2018년부터 모교 경기대학교로 자리를 옮기며 이상렬 감독 밑에서 코치로 일했다. 이상렬 감독이 의정부 KB손해보험 스타즈의 감독으로 자리를 옮기자, 이상렬의 뒤를 이어 경기대학교의 감독으로 승격되었다.
그러나 박철우 폭행 사건에 대하여 이상렬이 유야무야한 것 때문에 배구 팬들의 반발로 이상렬이 1시즌 만에 감독에서 사퇴하자, 이상렬의 후임으로 의정부 KB손해보험 스타즈의 감독으로 선임되었다. 경기대학교 배구부 감독직은 신경수에게 넘겼다.
부임 첫 해에는 노우모리 케이타를 앞세워 통합 준우승을 차지했으나, 케이타가 떠난 후에는 좋은 모습을 보여 주지 못했다. 2023-2024 시즌에는 최하위권을 전전했고, 결국 2024년 2월 14일에 사퇴했다.

## 소속팀
- 1990년 ~ 1993년 : 서울 인창고등학교
- 1993년 ~ 1997년 : 경기대학교
- 1997년 ~ 2013년 : 천안 현대캐피탈 스카이워커스
- 2013년 ~ 2016년 : 수원 한국전력 빅스톰

## 수상 기록
- 2005년 KT&G 2005 V-리그 최우수선수(MVP)

## 별명
경기대학교 재학 시절에 후로 똑같이 시작되는 사담 후세인 전 이라크 대통령이 걸프 전쟁 당시에 사용했던 미사일 이름에서 비롯된 "스커드 미사일", 경기에 뛸 때마다 반팔인 경기복을 접어 민소매로 만들어 입는 것 때문에 "민소매(나시) 인정", 현역 배구 선수중 최연장자이자 현대캐피탈에서만 10년이 넘는 선수 생활을 해서 "후옹(翁)", 2006-07 시즌에서 경기 도중 심판 판정에 격렬히 항의했다가 경기가 끝난 후 심판과 극적인 화해를 했다고 해서 "선흥분 후인정" 등 모두 4개의 별명을 가졌다고 한다.